# Hervé Schiavetti
Pour les articles homonymes, voir Schiavetti.
Hervé Schiavetti, né le 6 juillet 1956 à Marseille (Bouches-du-Rhône) est un homme politique français. Membre du Parti communiste français, il est maire d'Arles de 2001 à 2020, conseiller général et vice-président du conseil général des Bouches-du-Rhône.

## Biographie
Élève au collège Frédéric-Mistral, puis au lycée Jeanne-d’Arc à Arles, Hervé Schiavetti obtient en 1974 un baccalauréat D (scientifique). Il obtient en 1982 une licence de sociologie et un certificat d'économie politique à l'université d’Aix-en-Provence.
De 1983 à 1985, il est agent territorial au conseil général des Bouches-du-Rhône, dont il devient attaché territorial en 1986, et le demeure jusqu'en 1989, alors qu'il est élu la même année conseiller municipal à Arles.
De 1992 à 1998, il est élu conseiller régional de Provence-Alpes-Côte d'Azur au sein de l’opposition.
En 1997, il est élu conseiller général des Bouches-du-Rhône pour le canton d'Arles-Ouest lors d'une élection partielle. Réélu en 1998, il est alors désigné président de la Commission de l’aménagement du territoire. Lors des élections départementales de 2004, il est réélu dès le premier tour pour le même canton et siège depuis 2007 en tant que 2e vice-président et délégué à la protection des ressources naturelles et de la prévention des risques environnementaux.
De 1995 à 2001, il est premier adjoint au maire d’Arles (Michel Vauzelle puis à partir de 1998, Paolo Toeschi), chargé de l'urbanisme.
Le 18 mars 2001, Hervé Schiavetti remporte les élections municipales d'Arles avec 52,31 % des voix (liste Arles Ensemble). Il s'impose en éliminant au premier tour le maire sortant PS, Paolo Toeschi, et ce contre les consignes de son propre parti, le PCF, et de sa stratégie d'union des gauches défendue par Robert Hue. Ce premier mandat est marqué notamment par un effort de rééquilibrage du budget municipal et la gestion des inondations survenues durant l'hiver 2003 à Arles. Il est élu maire de la ville par le conseil municipal le 25 mars.
Le 9 mars 2008, il est réélu maire d’Arles au premier tour de scrutin avec 57,65 % des voix (liste Vive Arles).
Lors des municipales de 2014, Hervé Schiavetti et la section locale du PCF doivent faire face à une liste concurrente du Front de gauche au premier tour qui rassemble le Parti de gauche, la Gauche anticapitaliste, le Nouveau Parti Anticapitaliste et Europe Écologie-les Verts. Ces derniers reprochent à la municipalité sortante son bilan mais également les prises de positions hétérodoxes de Schiavetti sur le plan national qui prônait l'entrée du PCF dans le gouvernement Ayrault, ou défendait un compromis concernant l'accord sur la compétitivité et la sécurisation de l’emploi de janvier 2013. Dès 2017, certains arlésiens découvrent que la Mairie d'Arles couvre plusieurs constructions illégales dans la commune dont une cheminée au cœur du centre historique . Ce conduit évacue les buées et fumées grasses de l'Hôtel d'Arlatan, somptueux établissement hôtelier racheté par Maya Hoffmann, une collectionneuse d'art et mécène fortunée. Ce passe-droit met en exergue une collusion entre la mairie et Maya Hoffmann dite la Reine d'Arles. Non moins retentissante, la cession des annexes de la rue du Cloître à Maya Hoffmann afin d'en faire une extension d'un autre de ses établissements hôteliers, l'hôtel du Cloître, pose de sérieuses questions démocratiques. Auparavant ces annexes de la mairie étaient occupées par les services de l'urbanismes. Inquiets de cette hégémonie, des élus demandent le report de la vente et une concertation sur ce projet
En outre, il est président du Pays d’Arles depuis 2001, président du Parc naturel régional de Camargue depuis 2005, président du Syndicat mixte des traversées du delta du Rhône (SMTDR) depuis 2002, président du Syndicat mixte d’aménagement des digues du Rhône et de la mer (Symadrem) depuis 2005.
Hervé Schiavetti est candidat à sa propre réélection pour les élections municipales des 23 et 30 mars 2014, il garda son poste de maire avec 37,94 % des voix au premier tour, puis 46,13 % au second tour.
Le 23 avril 2017, il appelle à voter pour Emmanuel Macron au second tour de l'élection présidentielle.

## Fonctions électives
- Président de la Commission aménagement du territoire du Conseil général des Bouches du Rhône depuis 2007.
- Conseiller municipal d'Arles de 1989 à 1995.
- Conseiller régional de Provence-Alpes-Côte d'Azur de 1992 à 1998.
- Premier Adjoint au Maire d'Arles de 1995 à 2001.
- Conseiller général du Canton d'Arles-Ouest de 1997 à 2015.
- Maire d’Arles de 2001 à 2020.